# Овсянников, Николай Николаевич (педагог)
Николай Николаевич Овсянников (1834—1912) — русский педагог. Действительный статский советник.

## Биография
Родился 29 марта (10 апреля) 1834 года в семье Николая Андреевича Овсянникова.
Окончил Императорский Казанский университет (1855). Преподавал в Нижнем Новгороде, где заинтересовался «местной историей» и напечатал о ней ряд статей в «Нижегородских губернских ведомостях» (1861—1866). Отдельно издал: «Учебник всеобщей истории» (СПб., 1866), как «опыт приложения педагогики к преподаванию истории в трех концентрических курсах, приспособленных к развитию учащихся»; «О торговле на Нижегородской ярмарке» (Нижний Новгород: тип. Г. А. Пендрина, 1867), «В защиту южного направления Урало-Сибирской железной дороги» (Нижний Новгород: тип. Нижегор. губ. правл., 1870). Был членом-сотрудником Русского географического общества и действительным членом Нижегородского статистического комитета.
Был произведён 10 октября 1870 года в статские советники. С 25 ноября 1882 года — директор Калужской гимназии, с 1 июня 1887 года — директор Тверской гимназии; 6 декабря 1884 года был произведён в действительные статские советники. Напечатал исследования: «Тверь в XVII веке» (Тверь, 1889), «По поводу присоединения Твери к Москве и участия тверских бояр в этом событии» (Тверь: Тип. Губ. Правл., 1892), «Краткие сведения о Тверском кафедральном соборе, как памятнике церковной древности» (Тверь: Тип. Губернского правления, 1896). Был членом Тверской губернской учёной архивной комиссии.
Главные его журнальные статьи: «Девятнадцатый век», культурно-исторический очерк («Наблюдатель», 1901, книги 2 и 3), «Записки о Казанском университете» («Русский архив», 1909, книги 12), «Мартовские события в Петербурге в 1881 г.» (1911, книга 5). Сотрудничал с «Московскими ведомостями».
Был награждён орденами Св. Станислава 2-й ст, Св. Анны 2-й ст., Св. Владимира 3-й ст. (01.01.1878). 
Умер 2 (15) января 1912 года.

## Семья
Был женат с 13 ноября 1860 года на Елизавете Алексеевне Купресовой. Их дети:
- Елизавета (20.08.1861—?)
- Алексей (03.09.1862—?), статский советник
- Николай (15.03.1868—?), штабс-капитан
- Андрей (23.10.1885—?).